# Амиск
Амиск (англ. Amisk Lake) — озеро в центральной части провинции Альберта (Канада), в 175 километрах северо-восточнее Эдмонтона и в 5 километрах восточнее деревни Бойл. Одно из малых озёр Канады — общая площадь составляет 5,2 квадратного километра. Высота над уровнем моря 611,6 метра, колебания уровня озера 0,13 метра. По глубине озеро делится на две части — большую по размеру южную с глубиной 60 метров, и меньшую по размеру северную с глубиной 34 метра. Озеро длинное и узкое, вытянутое в направлении север — юг и расположенное на западном конце бассейна реки Бивер. Питание от ближайших озёр — озера Скелетон на западе и озера Лонг на юге. Сток из северной оконечности озера по одноимённой реке Амиск.
На берегах озера развивается туризм. Наиболее популярны лов рыбы, катание на лодках и плавание. Спортивное рыболовство в основном на жёлтого окуня, северную щуку и сазана. С целью увеличения рыбных запасов с 1988 года запрещена рыбная ловля в озере во время нереста. Озеро окружено смешанными лесами, преобладающие древесные породы — осина, ива, бальзамический тополь, ель и сосна. Много как водоплавающих, так и береговых птиц, особенно в мелких бухтах.
В переводе с языка кри название озера означает «бобровое озеро».